# Johann Coppius
Johann Coppius (* 16. November 1562 in Leisnig; † 18. März 1611) war ein deutscher Mediziner und Mathematiker; ab 1603 Leibarzt von Johann Georg I. von Sachsen.

## Leben und Karriere
Johann Coppius war der Sohn des Stadtrichters und Ratsherrn Donat Kopp und seiner Frau Christine, geborene Seiffert, Tochter des Bürgermeisters von Leisnig, Simon Seiffert. Unterstützt durch ein kurfürstliches Stipendium, begann Coppius 1578 sein Studium an der Universität Leipzig, wo er im März 1584 seinen Abschluss als Bakkalar und am 29. Januar 1586 als Magister machte. Ende 1589 reiste er mit einem polnischen Adeligen nach Polen und Italien, wo er seine Studien in Mathematik und Medizin fortsetzte. Auf der Rückreise begleitete ihn Graf Albrecht von Hanau-Münzenberg. Später begleitete er Graf Johann VI. von Nassau-Dillenberg auf einem Kriegszug nach Schweden und Livland.
Erst im Alter von 40 Jahren erlangte er am 9. Juli 1602 in Basel den Doktortitel der Medizin. Im darauf folgenden Jahr, am 17. Juni 1603, wurde er von Johann Georg I. von Sachsen, dem späteren Kurfürsten, als Leibarzt und Mathematiker eingestellt.
Am 6. Februar 1605 heiratete Coppius Regine Francken, Tochter des kursächsischen Schmidtmeisters Ludwig Francken und Witwe des Sekretärs Balthasar Ditrich.
Johann Coppius starb am 18. März 1611, einige Monate bevor Johann Georg I. im Juni 1611 zum Kurfürsten ernannt wurde, während einer Reise mit dem Herzog nach Jüterbog und zur Glücksburg, auf der Rückreise nach Dresden in Hain. In seiner Leichenpredigt wurde er als „Der Artzney Doctorn und Fürstlichen Sächsischen verordneten Medici“ gewürdigt, was seine Stellung als herzoglicher, nicht kursächsischer Leibarzt unterstreicht.